# Мясное
Мясное — деревня в Ступинском районе Московской области в составе Городского поселения Михнево (до 2017 года) (до 2006 года — входило в Кузьминский сельский округ).

## Население
| 2002 | 2006 | 2010 |
| ---- | ---- | ---- |
| 63   | ↘39  | ↗53  |

Мясное расположено на северо-западе района, в полукилометре западнее пгт Михнево, недалеко от устья запруженного безымянного правого притока реки Каширка, между автодорогами M4 «Дон» и Каширским шоссе, высота центра деревни над уровнем моря — 167 м.
На 2016 год в Мясном 2 улицы — Овражная и Вишневая и 1 садовое товарищество. Впервые в исторических документах селение упоминается в 1627 году, как Мясные слободки, с 1647 года — село Мясное.